# 博韦主教座堂
博韦圣伯多禄主教座堂（英語：Beauvais Cathedral），位于法国博韦，是著名的天主教哥特式教堂，天主教博韦教区的主教座堂。始建于1225年，1272年祝聖。
1284年，由于支柱的间距问题，致使穹顶坍塌。